# Amborellaceae

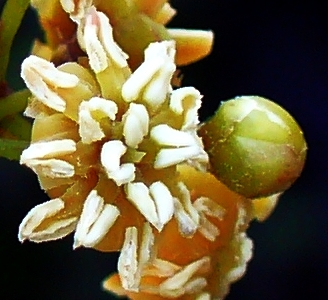
Yemas y flores masculinas.

La familia de las amboreláceas (Amborellaceae) es la más primitiva de las angiospermas. Consta de un único género Amborella, una única especie, Amborella trichopoda y conforma su propio orden Amborellales. Es endémica de Nueva Caledonia.

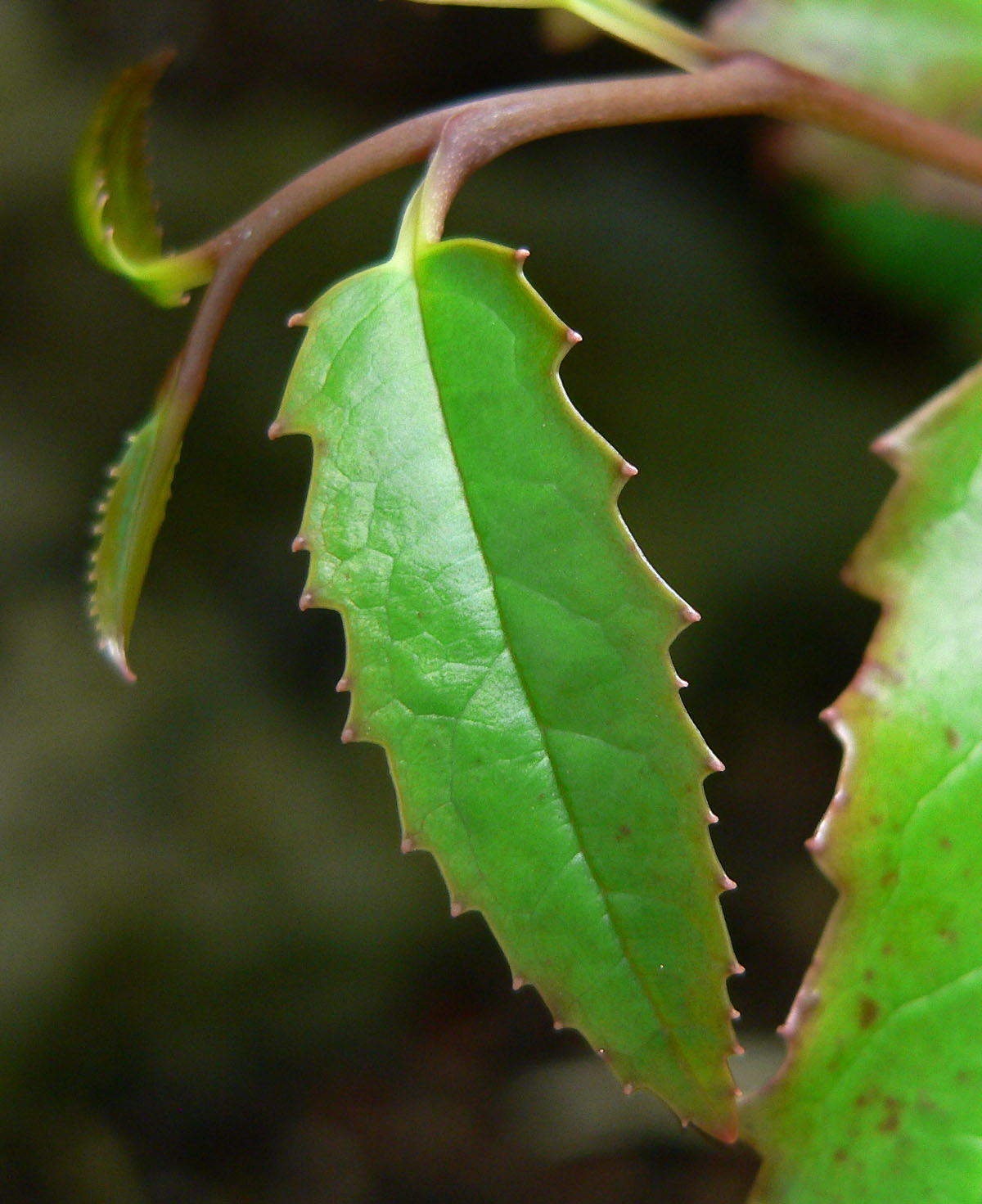
Detalle de la hoja

## Descripción
- Arbusto de gran porte o arbolito, algo trepador, siempreverde, de hasta 8 m de altura, tomento de pelos uniseriados multicelulares (a veces unicelulares).
- Hojas alternas, espiraladas a dísticas en la madurez, pecioladas, sin estípulas, de margen ondulado a dentado, a veces pinnatífidas, pinnatinervias, las venas conexas cerca del margen, estomas paracíticos a anomocíticos, sólo en la superficie abaxial.
- Tallos con nodos unilacunares, floema interno ausente, xilema secundario con traqueidas, sin vasos. Radios medulares primarios estrechos. Tallos jóvenes con un periciclo de escleréidas hipocrepiformes.
- Inflorescencias en panícula cimosa pequeña, axilar o en tallos viejos.
- Planta dioica, flores acíclicas con un receptáculo casi plano con bracteolas que se convierten gradualmente en 5-8 grandes tépalos.
- Flores masculinas con 10-25(-100) estambres sésiles insertos en espiral, los externos mayores, ligeramente soldados a los tépalos, los internos menores y libres, las anteras introrsas, triangulares, tetrasporangiadas, dehiscentes longitudinalmente, conectivo algo prominente.
- Flores femeninas con 1-2 estaminodios soldados a los tépalos. Gineceo apocárpico de 5-6(-8) carpelos obovoides libres en un verticilo en el centro del receptáculo, abiertos superiormente, estigma sésil con rebordes marcados, cada uno con un óvulo hemianátropo péndulo, placentación ínferomarginal en la pared ventral.
- Fruto compuesto de drupas carnosas estipitadas. Endocarpo leñoso, rugoso.
- Semillas con testa membranosa, abundante endospermo carnoso y embrión minúsculo, basal, dicotiledóneo.
- Polen globoso a conoidal, tectado, inaperturado a anaulcerado, ectexina cupulada, endexina no laminada.
- Números cromosómicos: n=13; 2n=26.

## Ecología
Localmente abundante en el sotobosque de bosques húmedos sobre suelos esquistosos (200-1000 m). Acumuladora de aluminio.

## Posición sistemática
Durante mucho tiempo el género fue considerado un miembro de las Monimiaceae, hasta que en 1948 se le otorgó categoría de familia. El APW (Angiosperm Phylogeny Website) considera que se trata de la familia más primitiva de Angiospermas, grupo hermano evolutivo del resto de las plantas superiores, y la incluye en su propio orden, Amborellales (cf. AP-website).

## Táxones incluidos
Introducción teórica en Taxonomía
Género Amborella Baill., 1869
Especie Amborella trichopoda Baill., 1869
Hojas 8-10 cm; flores 4-8 mm de diámetro, blanquecinas; drupas rojas, 5-8 mm.

Amborella trichopoda fue descrita por Henri Ernest Baillon y publicado en Histoire des Plantes 1: 328. 1869.